# Cymothoe kamitugensis
Cymothoe kamitugensis är en fjärilsart som beskrevs av Abel Dufrane 1945. Cymothoe kamitugensis ingår i släktet Cymothoe och familjen praktfjärilar. Inga underarter finns listade i Catalogue of Life.